# Canal del Castillo

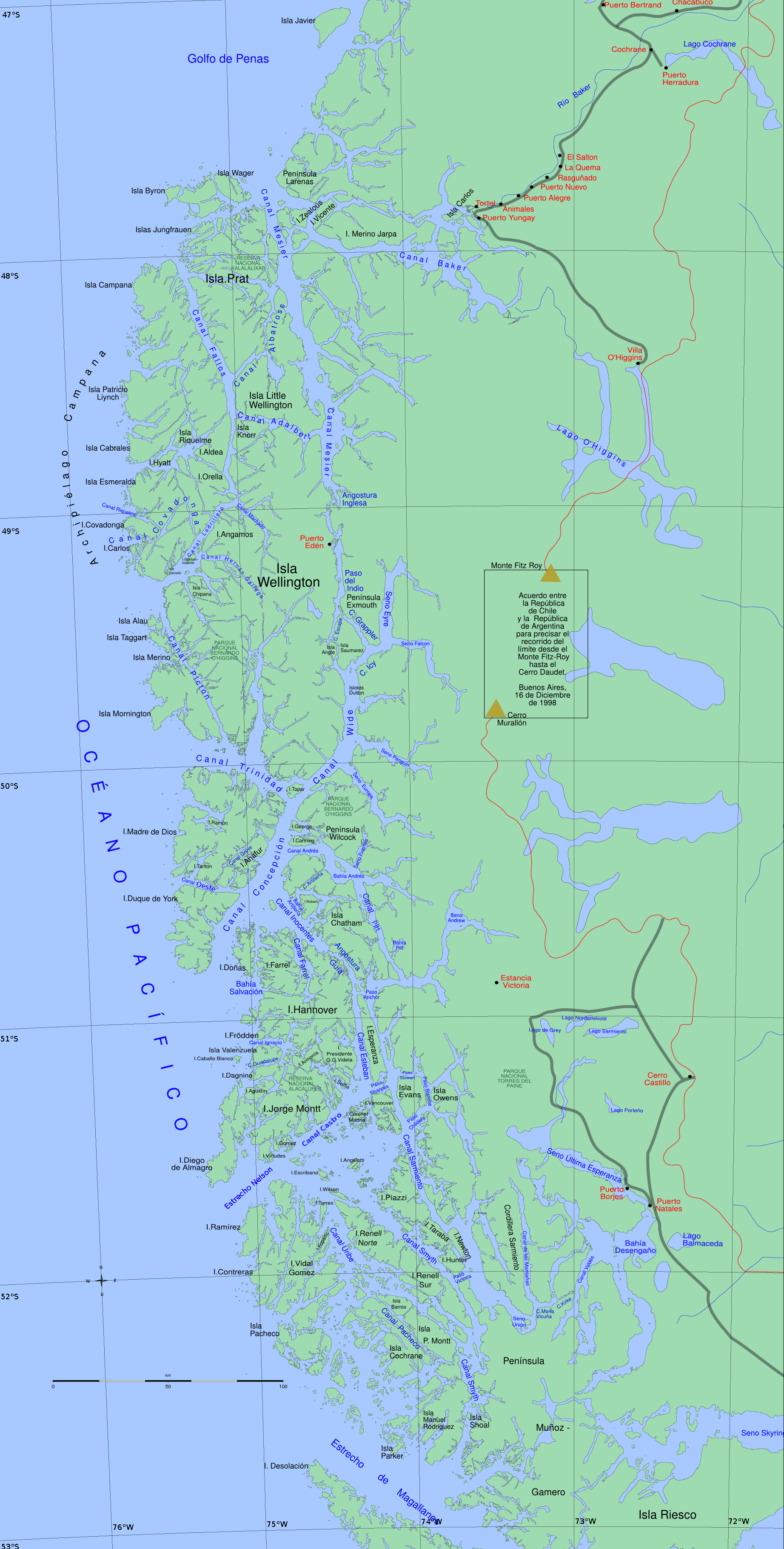
Golfo de Penas - Estrecho de Magallanes

El canal del Castillo es un canal patagónico secundario, colateral transversal de la Patagonia chilena. 
Administrativamente pertenece a la XII Región de Magallanes y la Antártica Chilena.
Era navegado por el pueblo kawésqar desde hace aproximadamente 6.000 años hasta fines del siglo XX, pues habitaban en sus costas.

## Recorrido
Comienza en 48°36′00″S 75°01′00″O / -48.60000, -75.01667 donde se une al canal Fallos y termina en 48°48′00″S 75°36′00″O / -48.80000, -75.60000 donde se encuentra con el océano Pacífico.
Separa las islas Campana, Riquelme y Cabrales por el norte, de las islas Aldea, Hyatt y Esmeralda por su ribera sur. Su dirección general es NE-SW
Su longitud es de aproximadamente 25 millas marinas. Es un canal profundo y libre de peligros, pero algo estrecho en algunas partes. Como todos los canales secundarios, no se deberá navegar si no se cuenta con un práctico. Es la ruta más recomendable para ir del canal Fallos al océano.

## Orografía
Las tierras de las costas que delimitan el canal son montañosas, altas y acantiladas. Presentan bosques impenetrables. Todas ellas forman parte de las islas que conforman el archipiélago Campana.

## Oceanografía
En la primera parte del canal, parte este, la corriente tira hasta 3 nudos, pero ello no dificulta su navegación.